# Xã Canaan, Quận Athens, Ohio
Xã Canaan (tiếng Anh: Canaan Township) là một xã thuộc quận Athens, tiểu bang Ohio, Hoa Kỳ. Năm 2010, dân số của xã này là 1.666 người.